# Agoranomeón
Agoranomeón (en griego antiguo: Ἀγορανομείον) es el nombre que recibe un antiguo edificio del Ágora romana de Atenas, Grecia. Se construyó hacia el año 50 d. C. Se desconoce el uso y la forma exactos del edificio. Es posible que no fuera, como se denomina ahora, el verdadero Agoranomeón, el edificio de las autoridades encargadas del ágora, sino que fuera el Sebasteón, dedicado al culto de los emperadores romanos.
Estaba situado en el lado oriental del Ágora romana, al sureste de la Torre de los Vientos. La fachada de la parte principal del edificio, que se conserva parcialmente, tenía tres arcos. Eran de mármol gris azulado del monte Himeto. Una larga escalera conducía a la entrada del edificio. Investigaciones recientes sugieren que el edificio pudo estar formado por una vía con una estoa (pórtico) a cada lado. Según una inscripción hallada en el lugar, el edificio estaba dedicado al emperador Augusto y a Atenea Arquegetis.